# Cæsarsalat
En cæsarsalat er en grøn salat af romainesalat og croutoner vendt i en dressing med citronsaft, olivenolie, æg, Worcestershire Sauce, ansjoser, hvidløg og dijonsennep. Salaten indeholder også parmesanost og sort peber.
I sin oprindelige form blev denne salat tilberedt og serveret ved bordet.

## Historie
Salatens skabelse er generelt tilskrevet restauratør Caesar Cardini, en italiensk immigrant, der drev restauranter i Mexico og USA. Cardini boede i San Diego, men han arbejdede også i Tijuana, hvor han undgik forbudsbegrænsningerne. Hans datter Rosa fortalte, at hendes far opfandt salaten på sin restaurant Caesar's (på Hotel Cesar), da en stor menneskemængde på Independence Day i 1924 tømte køkkenet for forsyninger. Cardini brugte hvad han havde i køkkenet, og tilføjede den dramatiske stil hvor salaten tilberedes og slynges ved bordet af kokken. En række af Cardinis personale har sagt, at de opfandt retten.
Julia Child sagde, at hun havde spist en Cæsarsalat på Cardini's restaurant, da hun var barn i 1920'erne.  I 1946 skrev aviskolonist Dorothy Kilgallen om en Cæsarsalat indeholdende ansjoser, der adskiller sig fra Cardini's version: 
 Den madskrig i Hollywood — Cæsarsalat — vil blive introduceret til New Yorker's af Gilmore's Steak House. Det er en indviklet løgnehistorie, der tager lang tid at forberede og indeholder (zowie!) Masser af hvidløg, rå eller let kogte æg, croutoner, romaine, ansjoser, parmeasanost, olivenolie, eddike og masser af sort peber. 
 Ifølge Rosa Cardini indeholdt den oprindelige Cæsarsalat (i modsætning til hans bror Alex's Aviators salat, som senere blev omdøbt til Caesarsalat) ikke stykker ansjos; den sagte ansjossmag kommer fra Worcestershire sauce. Cardini var imod at bruge ansjoser i sin salat.
I 1970'erne sagde Cardinis datter, at den oprindelige opskrift omfattede hele salatblade, som skulle løftes af stammen og spist med fingrene; let kogte æg; og italiensk olivenolie.
Selv om den oprindelige opskrift ikke indeholder ansjoser, indeholder moderne opskrifter typisk ansjoser som en nøglebestanddel, som ofte er emulgeret i flaskeversioner. Cæsardressinger på flaske produceres og markedsføres nu af mange virksomheder.

## Opskrift

### Ingredienser
Almindelige ingredienser i mange opskrifter:  
- romainesalat
- olivenolie
- knuste hvidløg
- salt
- Dijon sennep
- sort peber
- citronsaft
- Worcestershire sauce
- ansjoser
- rå eller let kogte æg
- revet parmesanost
- croutoner

Der er nærmet ubegrænsede andre almindelige variationer, herunder variation af salatblade, tilsætning af kød som grillet kylling eller bacon eller udeladelse af ingredienser som ansjos og æg.